# Prva stoljeća Hrvatske
Prva stoljeća Hrvatske su djelo Nevena Budaka, profesora povijesti na Filozofskom fakultetu Sveučilišta u Zagrebu, koji pripada mlađemu naraštaju hrvatskih povjesnika. Predmet interesa mu je poglavito starija hrvatska povijest, i to najviše spekulativna područja etnogeneze i politogeneze, ono što bi se moglo opisati nazivkom jednoga poglavlja iz ove knjige: origo gentis. Budući da su rana stoljeća poslije doseobe Slavena u rimski Ilirik (radoblje nakon 600 godine), zbog malenoga broja arheoloških nalaza, kao i interpretacije tih nalaze, te vrlo često protuslovnih tumačenja starijih povijesnih vrela (Konstantin Porfirogenet, Ivan Đakon, Einhard, Skilica, Ljetopis popa Dukljanina, Toma Arhiđakon, ...) idealno mjesto za razne spekulacije, ne može se reći da postoji suglasnost o općoj prihvatljivosti ili, čak i opstojnosti zajedničke jezgre tih najčešće suprotstavljenih povjesnica. Stoga se čini najprihvatljivijim navesti sljedeće:
- historiografija, koja se bavi etnogenezom nacija koje obitavaju na području sadašnje Bosne i Hercegovine, te Hrvatske, Srbije i Crne Gore, najvjerojatnije će ostati veoma spekulativnim područjem u kojemu nema definitivnih "dokaza" za povijesnu pripovijest. Iako spekulativno, razdoblje "sklavinija" (oko 600. do 800., a često i kasnije) može biti predmetom više ili manje utemeljenih i racionalno obrazloženih spekulacija.
- Zato je najbolje navesti radove i autore koji uživaju ugled kao profesionalni proučavatelji toga razdoblja, ljude čija su djela temelji na kojima se grade daljnje studije, koje će možda dobiti jaču potkrjepu u arheološkim, kulturološkim, paleografskim, te, u najnovije doba, genetskim istraživanjima. Temeljni su pisci: Ljudomil Hauptmann, Bogo Grafenauer, Miho Barada, Stijepo i Zlatko Gunjača, Nada Klaić, Benedikta Zelić-Bučan, Radoslav Katičić, Lujo Margetić, Zlatko Vinski, Ivan Mužić, Janko Belošević, Mate Suić, Rade Mihaljčić, Božidar Ferjančić, Relja Novaković, Sima Ćirković, Đorđe Janković, Jovanka Kalić.[1]

U knjizi o prvim stoljećima Hrvatske, u kojoj je obrađeno i dosta drugih tema, od podrijetla Hrvata do mitologizacije lika i uloge Grgura Ninskoga u romantiziranoj povijesnici koja se začela u 19. stoljeću. Tekst Nevena Budaka, predstavlja lako čitljivo i zanimljivo štivo o dotada vrlo šturo obrađivanoj temi, a to je rana kultura Huma i Duklje. Budući da je to povijesno i zemljopisno područje često bilo uzrokom sporova među hrvatskom i srpskom nacionalnom ideologijom (ponajviše potkrijepljeno slabašnom argumentacijom), Neven Budak je učinio zanimljiv pokušaj sinteze koja bi se držala po strani od ideologizirane historiografije. U tome bijaše prethodnikom Mladena Ančića, koji je u monografiji Na rubu zapada dao podrobniji opis Humskoga kneštva. Naravno, ni Budak nije mogao izbjeći zovu imaginacije.
Njegovo atribuiranje etničkoga podrijetla Humljana istoimenomu području koje se nalazi u današnjoj Poljskoj, te naglašavanje etničke zasebnosti Humljana u odnosu na Hrvate i Srbe je veoma spekulativan potez. No, to ne obezvrjeđuje najveći dio teksta (hipoteza u takvoj situaciji nikada na odmet), koji daje preglednu sliku rane kulture Huma i Duklje. S time u svezi valja posebno napomenuti sljedeće: izuzetno su zanimljive tvrdnje srpskih povjesničara i paleografa koji su ustvrdili da je velik dio (po njima sve, no, tu se radi o pretjerivanju) kasnije pismenosti Bosne i Huma (kao i dijela Dalmacije) ukorijenjen u tekstu Miroslavljeva evanđelistara. Time su, očito vođeni željama srpske nacionalne ideologije, htjeli utvrditi etničko ili civilizacijsko "srpstvo" ćirilskih spomenika napisanih na ozemlju Bosne, Huma, Zahumlja, Dalmacije i drugih krajeva. No, baš usuprot tim tezama, grafijske i ikonografske značajke Miroslavljeva evanđelistara se mogu naći jedino u krstjanskim i katoličkim tekstovima koje pripadaju riznici hrvatske pismenosti i kulture, što je uvjerljivo pokazala Benedikta Zelić-Bučan u svojoj knjizi Članci i rasprave iz starije hrvatske povijesti. U ostalim je vidovima Budakov rad pregledan prikaz višeslojne problematike područja, koje Ljetopis popa Dukljanina naziva Crvenom Hrvatskom.

## Unutarnje poveznice
- O upravljanju carstvom (lat. De administrando imperio)
- Kultura humsko-dukljanskog područja do kraja 12. stoljeća

## Vanjske poveznice
- HercegBosna.org - Neven Budak, Prva stoljeća Hrvatske, Hrvatska sveučilišna naklada, Zagreb, 1994.